# Минасян, Николя
Николя Минасян (фр. Nicolas Minassian, 28 февраля 1973, Марсель) — французский автогонщик, призёр Серия Ле-Ман в (2007, 2008, 2009, 2010, 2011) годах, Французская Формула-3 в 1995 году, Британская Формула-3 в 1997 году.
Хобби: занятия теннисом, футболом.
После занятия 2-е место в 1993 Formula Renault Еврокубке, он перешел во французскую Формулу. Три чемпионата, где он по итогам занял второе место в 1995 году. Он переехал в британскую серию ещё на два года. У него было успешное Партнерство с Promatecme и Renault Великобритании, которые дали 4-е место в 1996 году и 2-е место в следующем году.
Окончил Формулу 3000 с Западного конкурса 1998 году, но не смог произвести впечатление. В следующем году, он переехал в Kid Jensen гонки, где пользовался большим успехом, в том числе решительным триумфом в Сильверстоуне. Он подписал контракт с прославленной командой Super Nova Racing 2000, где он занял 2 место в чемпионате.
Минасян поехал в 2001 году на целевые гонки F 3000 Бруно Junqueira в Индианаполисе 500 до ухода из команды. В 2002 Минасян завоевал овальную гоночную серию АСКАР для ОПМ (Ray Mallock ООО), прежде чем вернуться к гонкам на выносливость, в том числе 24 часа Ле-Мана для таких команд, как Autosportif и Pescarolo Sport.
В 2007 году он стал работать для Peugeot 908 HDi FAP Le Mans прототипа в Европейском Le Mans Series.
В 2008 году он поехал на дизельном Peugeot 908 Le Mans прототип в Европейском Le Mans Series. Он участвовал в 24 часах Ле-Мана с Peugeot 908.

## Спортивные результаты
- 1992 год — Победитель во Французском кубке Renault Clio
- 1993 год — 2 место во Французской Formula Renault